# 마누엘 세르반테스
마누엘 세르반테스 가르시아(스페인어: Manuel Cervantes García, 1957년 4월 6일, 바스크 주 이룬 ~)는 스페인의 전직 프로 축구 선수로, 현역 시절 골키퍼로 활약했다.
그는 프로 테니스 선수 이니고 세르반테스의 부친이기도 하다.

## 경력
바스크 주 이룬 출신인 세르반테스는 현역 시절에 레알 소시에다드, 레알 무르시아, 베티스, 그리고 살라망카에서 활약했다.